# IC 997
IC 997  ist ein interagierendes Galaxienpaar im Sternbild Jungfrau am Südsternhimmel. Es ist rund 306 Millionen Lichtjahre von der Milchstraße entfernt. Im gleichen Himmelsareal befindet sich die interagierende Galaxie IC 998.
Entdeckt wurde das Objekt am 16. Mai 1892 vom US-amerikanischen Astronomen Lewis Swift.